# Oskar Schlemmer

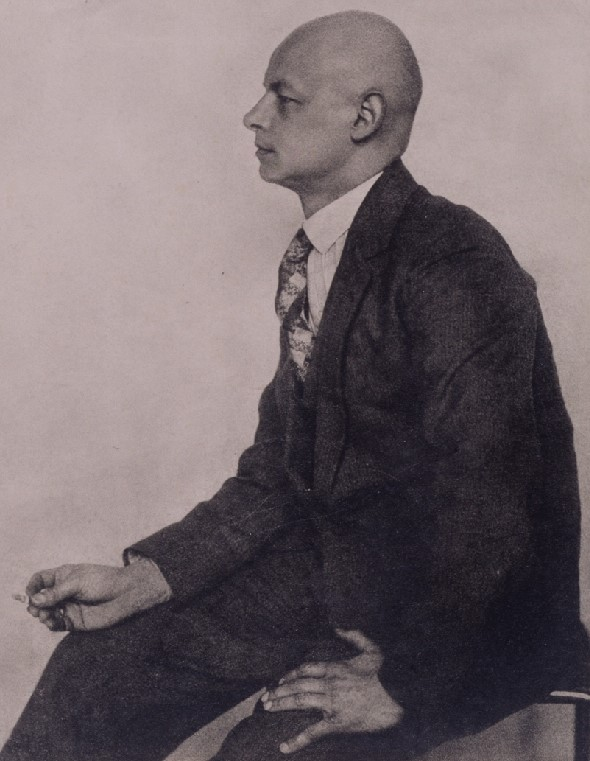
Oskar Schlemmer, Fotoporträt von Hugo Erfurth (1920)

Das Bauhaus-Logo, 1922 entworfen von Oskar Schlemmer

Oskar Schlemmer (* 4. September 1888 in Stuttgart; † 13. April 1943 in Baden-Baden) war ein deutscher Maler, Bildhauer und Bühnenbildner. Von 1920 bis 1929 war er als Meister am Bauhaus in Weimar und Dessau tätig und gestaltete dessen Logo. Schlemmer thematisiert in seinen Werken vor allem die Stellung der menschlichen Figur im Raum. In seiner Hauptschaffensperiode von 1920 bis 1932 entstanden zahlreiche Gemälde stereometrischer Figuren sowie ineinandergreifender Figurengruppen, in deren geometrisch-choreographischer Ausgestaltung universelle Harmonisierungsbestrebungen anklingen. Sein bekanntestes Gemälde ist die Bauhaustreppe aus dem Jahr 1932.

## Leben

### 1888–1919
Oskar Schlemmers Eltern Mina Neuhaus und der Kaufmann und Komödiendichter Carl Leopold Schlemmer starben um 1900. Oskar war das jüngste von sechs Geschwistern. Ab 1899 lebte er im schwäbischen Göppingen, wo er zunächst die Realschule besuchte. Nach dem Tod seiner Eltern verließ er die Schule bereits 1903 aus finanziellen Gründen. Noch im gleichen Jahr zog der inzwischen Fünfzehnjährige nach Stuttgart, wo er eine Ausbildung als kunstgewerblicher Zeichner in der führenden Intarsienwerkstatt Wölfel & Kiessling begann. Ab 1904 besuchte er nebenher eine Fortbildungsschule, an der Figurenzeichnen und Stillehre unterrichtet wurde.
Nach Abschluss der Lehre schrieb sich Schlemmer an der Stuttgarter Kunstgewerbeschule ein, die er jedoch nur unregelmäßig besuchte und nach einem Semester wieder verließ. Im Herbst 1906 wurde er in die Staatliche Akademie der Bildenden Künste Stuttgart aufgenommen; dort machte Schlemmer Bekanntschaft mit Willi Baumeister, Alf Bayrle, Alfred Heinrich Pellegrini und Otto Meyer-Amden. Mit Letzterem verband ihn eine lebenslange Freundschaft. 1909 zog er in die Kompositionsschule von Friedrich von Keller und damit in die Meisterklasse ein. Zwei Jahre später zog Schlemmer nach Berlin, wo er zunächst versuchte selbstständig weiterzuarbeiten. In seinem Jahr in Berlin lernte er sowohl die Formenanalyse des Kubismus als auch die französische Avantgarde kennen. Ebenso schloss er erste Kontakte zum so genannten „Sturm“-Kreis um Herwarth Walden.
1913 kehrte Schlemmer nach Stuttgart zurück und wurde Meisterschüler bei Adolf Hölzel. In dieser Zeit lernte er das Tänzerpaar Albert Burger und Elsa Hötzel kennen. Mit ihnen fand er Begeisterung am Bühnenwerk; erste Skizzen für sein später berühmtes Triadisches Ballett entstanden bereits hier.
Der Versuch, gemeinsam mit seinem Bruder Wilhelm im April 1913 einen Neuen Kunstsalon am Neckartor zu eröffnen, der als Ausstellungsfläche avantgardistischer Kunst dienen sollte, litt unter einem verheerenden Presseecho. Nach rund 15 Monaten musste die Galerie wieder schließen. 1914 erhielt Schlemmer zusammen mit Willi Baumeister und Hermann Stenner den Auftrag, zwölf Wandbilder für die Haupthalle der Deutschen Werkbundausstellung in Köln auszuführen. In diesem Zusammenhang wurde der spätere Bauhausgründer Walter Gropius erstmals auf Schlemmer aufmerksam. Im sogenannten „Expressionisten-Saal“, den Adolf Hölzel im Auftrag des „Verbandes der Kunstfreunde in den Ländern am Rhein“ im Rahmen der „Kunst-Ausstellung Stuttgart 1914“ mit Werken von 24 Künstlern eingerichtet hatte, war er, ähnlich Baumeister und Josef Eberz, mit drei Ölgemälden am stärksten vertreten.
Mit Beginn des Ersten Weltkriegs meldete sich Schlemmer freiwillig zum Dienst. Er wurde zunächst an der Westfront, später an der Ostfront in Russland eingesetzt. Verwundung und anschließende Rekonvaleszenz ermöglichten ihm jedoch die Fortsetzung seiner Malerei. 1918 stellte er gemeinsam mit Willi Baumeister Arbeiten im Stuttgarter Kunsthaus Schaller vor. Eine weitere Gemeinschaftsausstellung folgte zwei Jahre später in der Galerie Der Sturm in Berlin. Bereits 1919 hatte sich Schlemmer gemeinsam mit Baumeister und anderen Kunstschaffenden zur Üecht-Gruppe zusammengeschlossen, einer Künstlervereinigung, die sich – allerdings erfolglos – für eine umfassende Reform des Kunstunterrichts einsetzte und für die Berufung von Paul Klee nach Stuttgart eintrat.

### 1920–1932
Im Oktober 1920 heiratete Schlemmer die Wirtschaftswissenschaftlerin Helena Tutein (1890–1987), die sich von da an „Tut Schlemmer“ nannte. Aus der Ehe gingen drei Kinder hervor, darunter die Schauspielerin Karin Schlemmer. Noch im Jahr seiner Eheschließung wurde er von Walter Gropius an das Bauhaus in Weimar berufen. Dort wurde ihm die Leitung der Werkstatt für Wandbildmalerei übertragen; später die für die Holz- und Steinbildhauerei („Formmeister“).

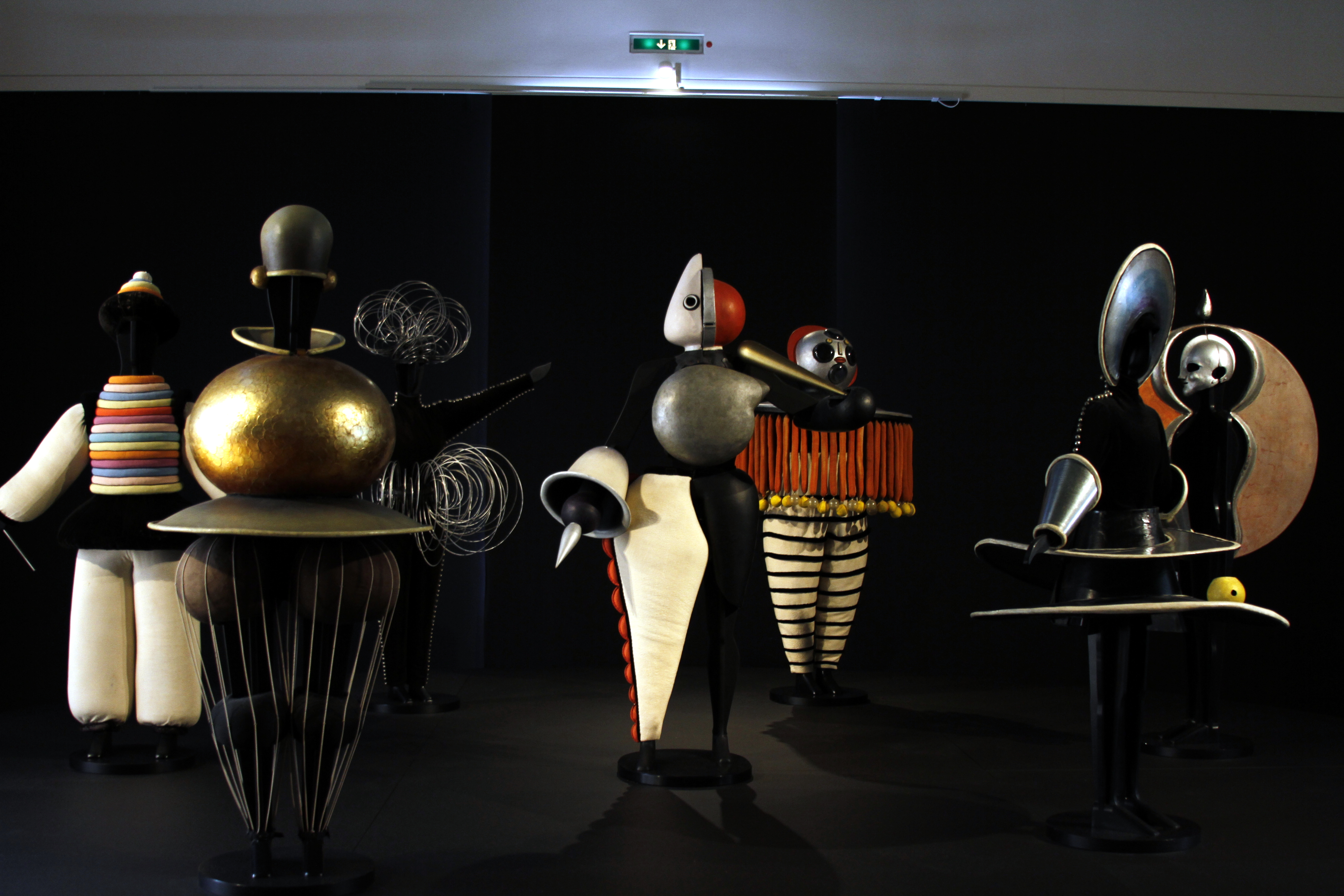
Figurinen zum Triadischen Ballett, Staatsgalerie Stuttgart

Im Folgejahr gestaltete Schlemmer Bühnenbilder und Kostüme für Opern-Einakter von Franz Blei und Oskar Kokoschka, zu denen Paul Hindemith die Musik komponierte. Im September 1922 wurde sein Triadisches Ballett in Stuttgart uraufgeführt; ein dreigliedriger Tanz, dessen Tanzfolgen sich vom Scherzhaften zum Ernsthaften entwickeln. So genannte Figurinen, von Schlemmer entwickelte Kostümkörper, zielten dabei auf eine erste „Demonstration raumplastischer Kostüme“. Oskar Schlemmer übernahm 1923 die Ausführung für die Wandgestaltung im Weimarer Werkstattgebäude.
1925 übersiedelte das Bauhaus nach Dessau, wo Schlemmer nun auch die Bauhausbühne als eigenständige Abteilung leitete. Er verfasste den grundlegenden Artikel Mensch und Kunstfigur, in welchem er den Anspruch allgemeingültiger Typisierung mittels Maskierung und Kostümierung formulierte. In seinen Dessauer Jahren entstanden auch seine zukunftsweisenden Bauhaustänze.
Eine Neuauflage des Triadischen Balletts mit Orgelmusik von Hindemith erfolgte ab 1926 in mehreren deutschen Städten. Die Aufführungen machten Schlemmer international bekannt. Es folgten Einladungen zu Ballettaufführungen in Paris und New York.
Ab April 1928 übernahm er umfangreiche Lehrverpflichtungen am Bauhaus. Neben Zeichenunterricht und Bühnentheorie etablierte Schlemmer das Unterrichtsfach Der Mensch, das sich an zeichnerisch-formalen, biologischen und philosophischen Inhalten versuchte.
Am 11. Juli 1929 verließ Schlemmer das Bauhaus und wurde im Juni von Oskar Moll an die Staatliche Akademie für Kunst und Kunstgewerbe Breslau berufen, wo er bis zur Schließung 1932 unterrichtete. Er wurde mit der Leitung einer Bühnenkunstklasse beauftragt und entwickelte das Lehrgebiet Mensch und Raum. Fast ein Jahr zuvor hatte er einen Auftrag zur Wandgestaltung des Brunnenraumes im Museum Folkwang in Essen angenommen. An dessen endgültiger Fertigstellung arbeitete er bis 1930. Zu Beginn seiner Breslauer Zeit übernahm Oskar Schlemmer die Bühnengestaltung für zwei Kurzopern von Igor Strawinsky. Das musikalische Drama Die glückliche Hand von Arnold Schönberg wurde schließlich die letzte Szenengestaltung Schlemmers, die zur Aufführung gebracht wurde; 1932 schuf Schlemmer sein berühmtes Gemälde Bauhaustreppe.

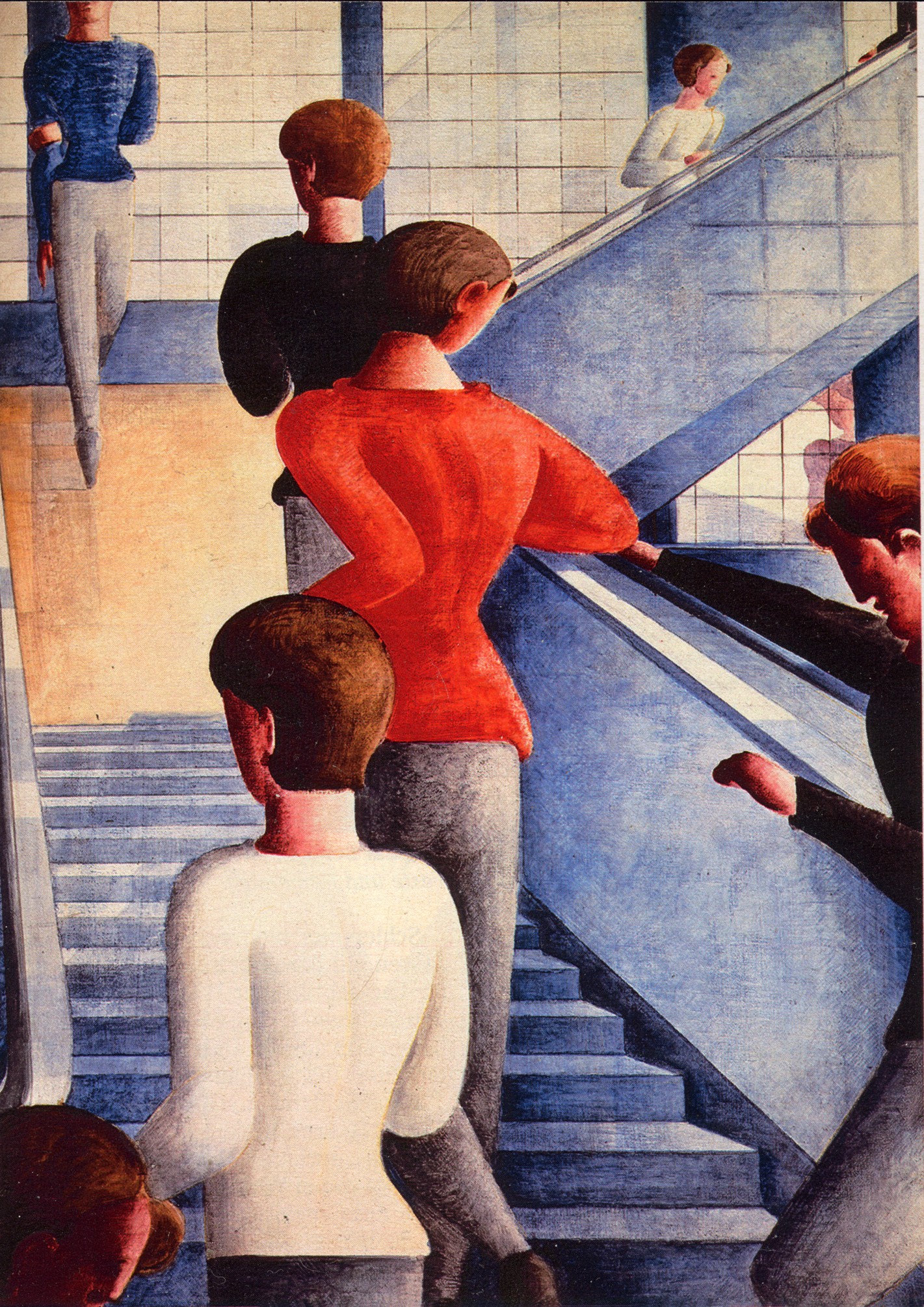
Bauhaustreppe (1932), Museum of Modern Art (MoMA), New York

Schlemmer stand nun auf dem Höhepunkt seines Wirkens. Bei Ausstellungen in Basel, Köln und Darmstadt erfuhr er Anerkennung und erhielt Auszeichnungen. Er war bei der XVII. Biennale Venedig vertreten, zeigte Bilder in München und Essen und nahm an Gruppenausstellungen zeitgenössischer Kunst in Belgrad, Zagreb, New York und Brüssel teil. Die Berliner Galerie Flechtheim veranstaltete Anfang 1931 eine Einzelausstellung, die später nach Krefeld und Zürich wanderte.
Die politische Radikalisierung durch die NSDAP führte zunehmend zu Diffamierungen moderner Kunst und Künstler. Bereits 1930 war Schlemmers Wandgestaltung für das Weimarer Werkstattgebäude auf Anordnung des thüringischen Staatsministers für Inneres und Volksbildung, Wilhelm Frick, übermalt worden.
Ende März 1932 stellte die Breslauer Akademie durch Notverordnung ihren Lehrbetrieb weitgehend ein. Wenige Monate später siedelte Schlemmer nach Berlin über, wo er einen Lehrauftrag an den Vereinigten Staatsschulen für freie und angewandte Kunst annehmen konnte. Oskar Schlemmers bekanntestes Gemälde, Bauhaustreppe (Museum of Modern Art, New York), entstand damals. Alf Bayrle, mit dem Schlemmer aus seiner Stuttgarter Zeit befreundet war, organisierte und gestaltete mit ihm eine Aufführung des Triadischen Balletts in Paris.

### 1933–1943
Die Machtergreifung Adolf Hitlers zu Beginn des Jahres 1933 läutete Schlemmers letztes Lebensjahrzehnt ein; für ihn eine Zeitspanne geistig-existentieller Verdüsterung. Zum gesellschaftlichen Unglück trat das private: Bereits am 15. Januar 1933 starb sein bester Freund und geistiger Partner Otto.
Nach und nach wurde Schlemmer aus der öffentlichen Kunstszene ausgeschaltet. Im März wurde seine erste große Retrospektive im Württembergischen Kunstverein Stuttgart noch vor der Eröffnung von den Nationalsozialisten geschlossen. Die Nazi-Presse bezeichnete Schlemmer als „Kunstbolschewisten“. Im Mai erfolgte seine fristlose Kündigung an der Berliner Vereinigten Staatsschule für freie und angewandte Kunst. 1934 fielen seine Wandbilder für das Essener Museum Folkwang dem Bildersturm der Nationalsozialisten zum Opfer.

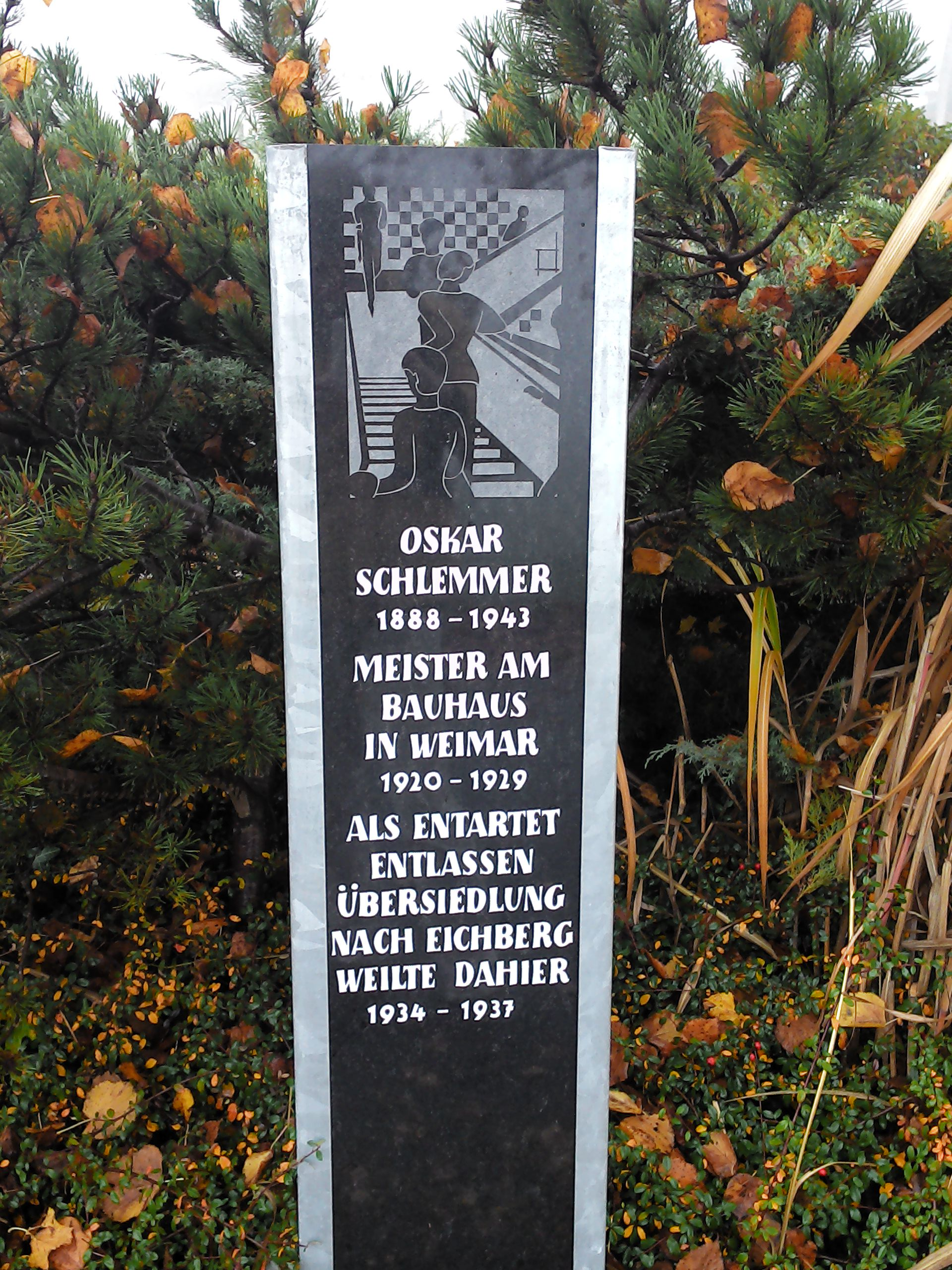
Gedenkstele für Schlemmer in der Ortschaft Eichberg

Bekannte vermittelten Schlemmer einen relativ sicheren Ort in Baden nahe der Schweizer Grenze. Er ließ sich mit seiner Familie in Dettighofen-Eichberg nieder und entzog sich damit vorerst weiteren Auseinandersetzungen im nationalsozialistischen ‚Kunstbetrieb‘. Trotz sparsamster Lebensweise war dies eine glückliche Zeit für die Familie und die Natur für den Künstler eine Herausforderung.
Ab dem 19. Juli 1937, einen Tag nach Eröffnung der Großen Deutschen Kunstausstellung im Haus der Kunst in München durch Adolf Hitler, wurde im Galeriebau am benachbarten Hofgarten die Schmähausstellung „Entartete Kunst“ gezeigt, bei der Schlemmer mit fünf Gemälden vertreten war. Wenige Wochen später tauchte eines seiner Bilder in der Berliner Propagandaschau Bolschewismus ohne Maske auf. 1937 war allerdings auch das Jahr, in dem die London Gallery eine große Schlemmer-Ausstellung zeigte.
Am 30. September 1937 verließ er Dettighofen mit seiner Familie wieder und siedelte nach Sehringen, einem heutigen Ortsteil von Badenweiler, um. Hier geriet er jedoch bald in finanzielle Bedrängnis und damit in existentielle Nöte. Er entschloss sich 1938, eine Anstellung beim Stuttgarter Malerbetrieb Albrecht Kämmerer anzunehmen, die ihm durch Vermittlung Baumeisters angeboten wurde. Zu den für einen Künstler unbefriedigenden Arbeiten dieser Zeit gehörten verschiedene Ausmalungen an Bauten sowie Tarnanstriche für Militärflugplätze und Industrieanlagen.
Im Herbst 1940 siedelte Oskar Schlemmer nach Wuppertal über, wo er in dem Wuppertaler Arbeitskreis des Lackfabrikanten Kurt Herberts die künstlerische Verwendung von Lackfarben erproben sollte. Der Unternehmer bot auch einer Reihe anderer Künstler Arbeitsmöglichkeiten, unter ihnen Carl Grossberg, Georg Muche, Gerhard Marcks und Willi Baumeister. Offiziell wurden sie als Professoren für Maltechnik geführt. Bei Herberts wirkte Schlemmer an einer Publikationsreihe mit, die unterschiedliche maltechnische Ergebnisse zusammenfasste. Es entstand der Plan zu einem Lackkabinett, Wand- und Deckenbetafelungen, die sich zu einem Gesamtkunstwerk verbinden sollten. Schlemmer wollte dabei auf größeren Tafeln mögliche Farbwirkungen des Lacks erproben. Das Projekt wurde aus Kostengründen nicht realisiert. Stattdessen begann Schlemmer 1942 mit den Wuppertaler Fensterbildern – Interieurs und Straßenansichten in Wasserfarben oder Öl auf Pappe – seine finale Werkgruppe.

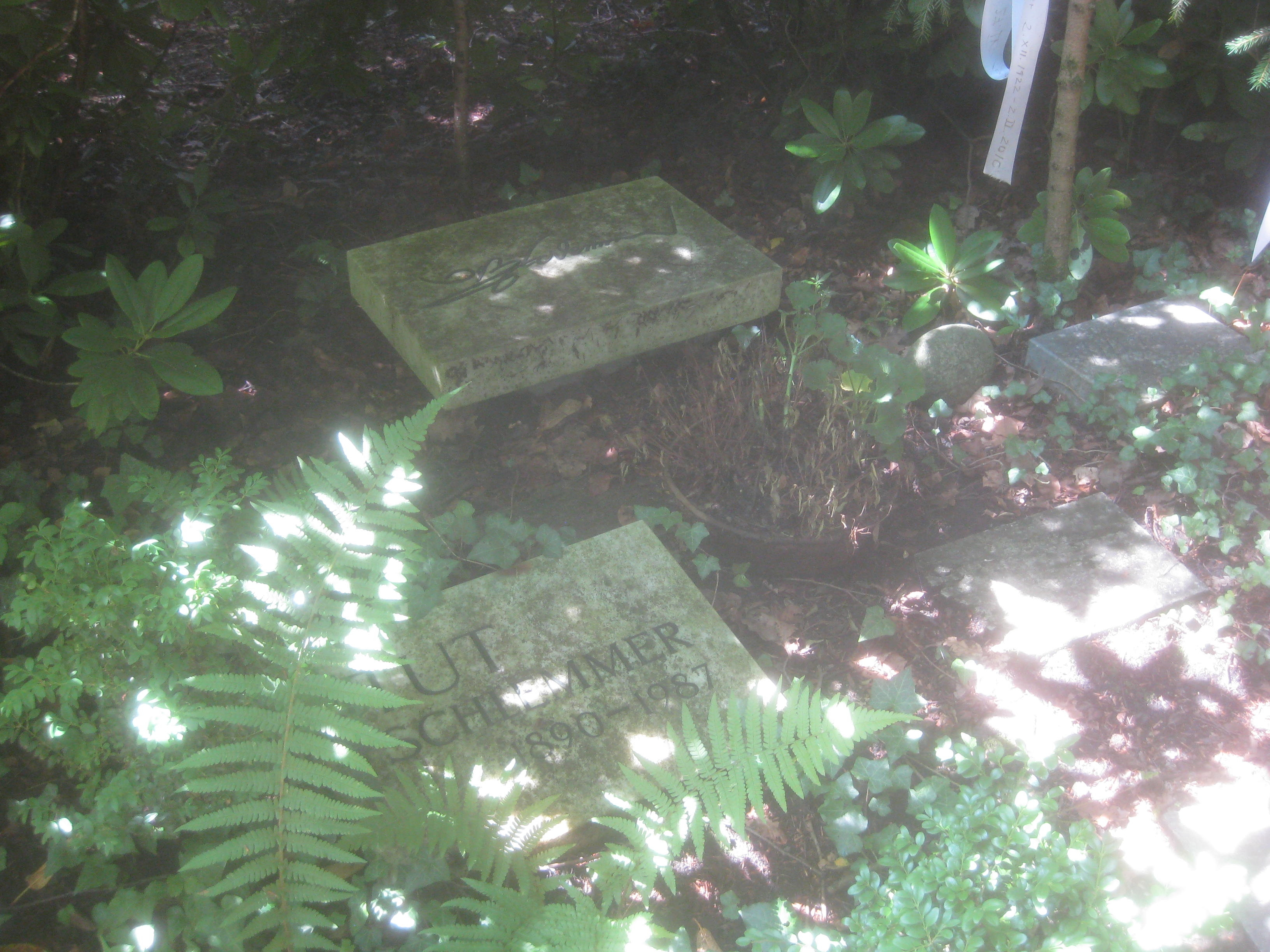
Das Grab Schlemmers und seiner Frau auf dem Waldfriedhof Stuttgart

Die fremdbestimmte Lebenszeit durch Auftragsarbeiten sowie die fehlende Möglichkeit, eigenes Kunstschaffen vorantreiben zu können, lösten bei ihm in jener Zeit seelische und körperliche Erschütterungen aus, die in einen chronischen Schwächezustand mündeten. Nach diagnostizierter Gelbsucht und akutem Diabetes sowie einem Koma-Anfall folgten Aufenthalte in Krankenhäusern in Stuttgart und Freiburg im Breisgau. Sein Gesundheitszustand verschlechterte sich in den Folgemonaten noch weiter. Im April 1943 begab er sich in ein Sanatorium in Baden-Baden, wo er nach wenigen Tagen Aufenthalt einer Herzlähmung erlag. Er wurde auf dem Waldfriedhof Stuttgart in Stuttgart-Degerloch beigesetzt.
Oskar Schlemmer war Mitglied im Deutschen Künstlerbund. Seine Werke wurden auf der documenta 1 (1955), der documenta II (1959) und der documenta III (1964) in Kassel gezeigt.

## Werk

### 1906–1919
Bereits in einer frühen Phase deutete Schlemmer sein Interesse für Puppen- und Maskenhaftes an (Stilleben mit drei Kasperpuppen, 1906). Die Figur im Raum war sein großes Gleichnis. Schlemmers Akademiejahre waren jedoch noch durch eine Vielzahl von Formen und Stilen gekennzeichnet, die zunächst unvermittelt nebeneinander standen. Es entstanden Ölbilder in pastoser Malweise, Ansätze schwäbischer Freilichtmalerei und Bekundungen französischer Peinture (Halbakt im Interieur, 1909), während in Jagdschloss im Grünwald  (1911) die Auseinandersetzung mit dem frühen Kubismus anklang und das Verhältnis von Raumdimensionen zu Flächendimensionen erprobt wurde.
Ab 1912 tendierte Schlemmer in figürlichen Darstellungen zur systematischen Aufhebung individueller Attribute (Weiblicher Kopf in Grau, 1912). In dieser Phase gelangten seine Arbeiten zu höheren Stufen der Objektivierung und Entpersönlichung. Figurale Abstraktionen wiesen bereits den Weg auf allgemeingültige Typengestaltung, der mit dem Werk Geteilte Figur (1915) in die vollständige Abstraktion führte. Ein Achsenkreuz aus horizontalen und Vertikalen Linien bildete hierbei das Bezugssystem für die Umrissfigur.
Nach Ausführungen von Wandbildern gemeinsam mit Hermann Stenner und Willi Baumeister für die Haupthalle der Deutschen Werkbundausstellung in Köln im Jahre 1914, in denen der Stuttgarter sich in architekturbezogener Ausmalung üben konnte, resultierte seine formelle Vereinfachung 1916 in dem Bild Homo, das eine Grundfigur im Seitenprofil zeigt, die in modifizierter Form immer wieder bei Schlemmer erschien.
Schlemmers Bemühungen um überindividuelle, typenhafte Figurisation wurden in der vielfigurigen Komposition Plan mit Figuren (1919) gebündelt. Schematische Umrissfiguren sind hier in eine Fläche eingepasst und ins Modulare verstärkt. Anthropomorphe Gestalten wurden auf Kunstfiguren reduziert.
Schlemmer versuchte sich nun auch an verschiedenen Reliefplastiken, die seine Formensprache in die Raumperspektive ausdehnten (Ornamentale Plastik auf geteiltem Rahmen, 1919/1923).

### 1920–1932

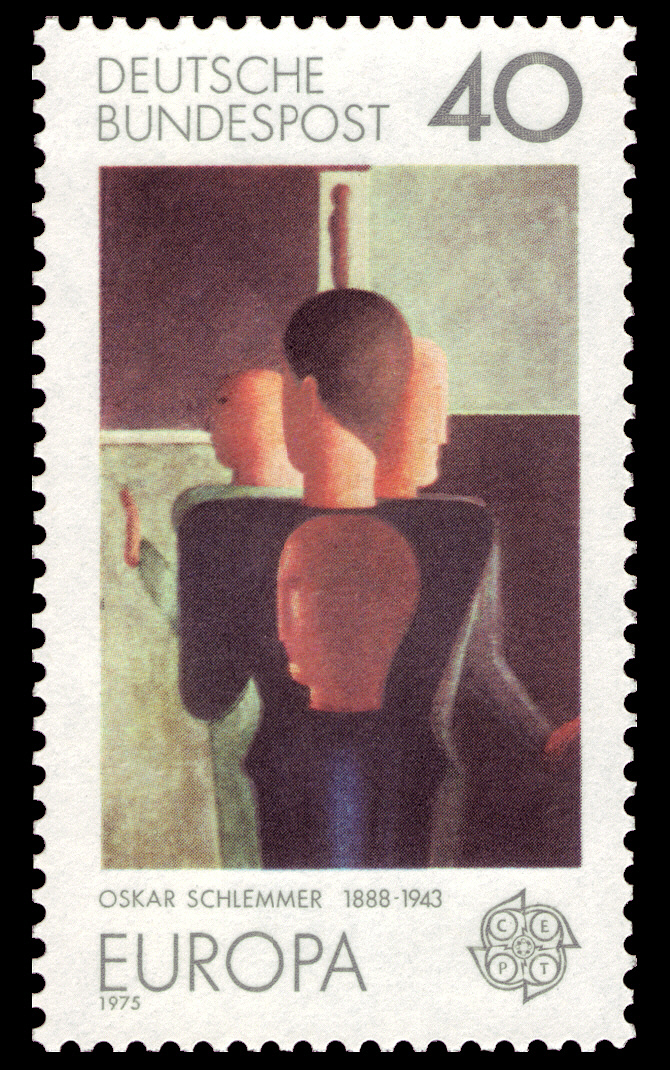
Schlemmers Konzentrische Gruppe (1925) auf einer bundesdeutschen Briefmarke (1975)

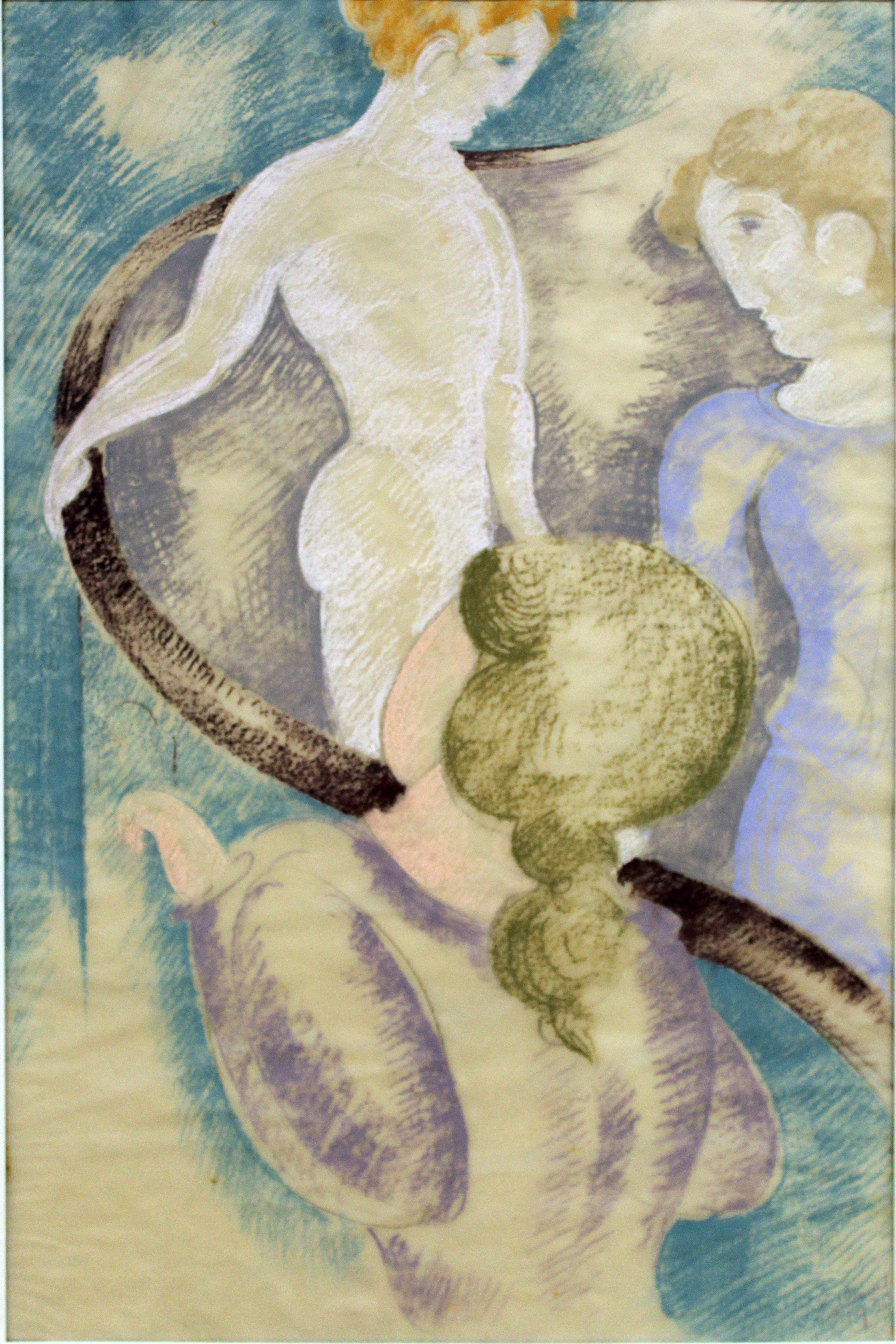
Drei Figuren am Geländer, 1933, Städelsches Kunstinstitut, Frankfurt am Main

Oskar Schlemmers Kunstschaffen lässt sich keiner der damals vorherrschenden Stilbezeichnungen zuordnen. Zwar ist seine Malerei mit den konstruktivistischen Prinzipien von Linie, Tektonik und Ökonomie verbunden, aufgrund seines durchdringenden Leitbildes vom „Mensch als Maß und Mitte“ von diesen jedoch getrennt. Schlemmers „Mitte-Begriff“ zielt auf ein Ringen um Ausgleich und Vereinigung. Als deutscher Künstler, also aus dem „Land der Mitte“ kommend, glaubte er sich einer Vermittlung gegensätzlicher Kräfte besonders verpflichtet. Daraus erklärt sich sein lebenslanges Streben nach Synthese, Harmonie und Universalität, das in der mittleren Phase seines Kunstlebens besonderen Ausdruck erfuhr.
Ab 1923 entstanden jene Bilder, die Schlemmers Ruhm begründen. Die Bauhausidee, die alles Gestaltbare funktional ästhetischer Prägung unterziehen soll, will Architektur, Malerei und Plastik miteinander verschmelzen und gleichzeitig zur Versöhnung zwischen Technik und Kunst sowie Mensch und Zivilisation beitragen. Der Kern dieser Idee fand nun Eingang in Schlemmers Werk. Er befreite seine Bilder von störendem Beiwerk und aller Zufälligkeit. Mit Tischgesellschaft (1923) behandelte er nicht nur eines seiner Lieblingsthemen, er führte auch die figürliche Rückenansicht ein, ein Motiv, das bei ihm nun immer häufiger bildbestimmend war, so etwa bei Vorübergehender (1924/1925).
Mit dem Bild Römisches von 1925, das klassizistische Anleihen birgt, wurde die zuvor strenge Planimetrie in perspektivische Raumtiefe überführt. Sich überschneidende Figuren gehen hier vielseitige Beziehungen zur Raumumgebung ein. Die Anatomie der menschlichen Gestalt tritt in spannungsreiche Wechselwirkung mit dem Raum. Auch die Palette änderte sich, sie wurde farbiger und kontrastreicher.
Schlemmer fand nun zu seinem Sinnbild des modernen Menschen, eines überindividuellen, sachlichen und überzeitlichen Typus', den er mit der Idee des modernen Baus verknüpfte. Mensch und Raum wurden verzahnt, Schlemmers Bildwelten überwanden die strikte Trennung von figürlich-organischer Lebendigkeit und räumlich-technischer Konstruktion.
Schlemmer verzichtete bei seinen Figuren auf physiognomische oder physische Besonderheiten, die dem Einzelnen Gepräge, Identität verleihen. Seine Geschöpfe sind stereometrische Gliederpuppen, homogen und austauschbar. Jedoch sind sie nicht Ausdruck großstädtischer oder zivilisatorischer Anonymität, wie noch bei George Grosz oder Giorgio de Chirico. Vielmehr beschrieb der Maler sein Menschenbild als technisch funktional. Zugleich spiegelte er den Körperkult der zwanziger Jahre wider, der sich durch Rückbesinnung auf die natürliche Schönheit des Menschen äußerte. Nicht nur ein neues Körperbewusstsein, sondern die Hinwendung zu einem neuen Lebensgefühl, in dem Organismus und Geist einheitlich zusammenwirken, war das Ziel, das Erziehungsreformer dieser Zeit anstrebten und von dem auch Schlemmer nicht unberührt blieb. Damit wurden Schlemmers Figuren zu Gegenthesen reiner Kreatürlichkeit.
Er entdeckte die menschliche Gestalt, die weder Individuum noch Ausdrucksträger sein soll, als Ideal des Absoluten, eingespannt in den tektonisch gegliederten Raum. „Ich will Menschen-Typen schaffen und keine Porträts, und ich will das Wesen des Raumes und keine Interieurs.“ Planimetrische und stereometrische Bezüge verbanden sich auch in Vierzehnergruppe in imaginärer Architektur (1930) zu einer bildtragenden figuralen Reihung. Menschenkörper bilden hier eine gymnastische Formation aus, die die Architektur des Raumes überlagert.
Zwischen 1928 und 1930 gestaltete Schlemmer Wandbilder für den Brunnenraum des Museums Folkwang in Essen. Sein Thema war auch hier das Gesamtkunstwerk, in dem sich die Gesetze des Raumes und das Maß des Menschen begegnen. Für das von Adolf Rading entworfene Haus Rabe in Zwenkau konzipierte Schlemmer 1931 eine fünf Meter hohe vierteilige Metallkomposition, bestehend aus den Elementen Homo (Figur T), einer Relieffigur, Achsenkreuz und einem Kopf im Profil, die noch im Originalzustand erhalten ist. Außerdem gestaltete Schlemmer im Treppenhaus des Wohnhauses der Familie Rabe drei scherenschnittartigen Fresken.
Ab 1931 entstand eine Gruppe von Bildern, die Treppen und Geländermotive zum Gegenstand haben (Gruppe am Geländer, 1931). Figuren waren nun hinter- und übereinander gestaffelt und in einer rasterhaften Flächigkeit koordiniert. Axiale oder diagonale Geländerverstrebungen steuern Rhythmus und Struktur dieser Bilder. Die strenge Flächentektonik rückte Schlemmer in die Nähe Piet Mondrians, von dem Schlemmer behaupten sollte, er sei ja „eigentlich der Gott des Bauhauses“.
Schlemmers Vorliebe für Geländermotive hatte neben einem künstlerischen Aspekt auch einen psychologischen Hintergrund. In einem tieferen Sinne symbolisiert das Geländer eine Art Stütze, einen festen Halt vor den unkontrollierbaren Mächten des Irrationalen. Maß und Einheit dienen hier dem Zwecke der Disziplinierung. Das Geländermotiv bürgt für feste Ordnung und ist dem Gefühl von Chaos und Zerfall entgegengesetzt, das angesichts der politischen Krisensituation zu Beginn der 1930er Jahre das vorherrschende Zeitgefühl ist. „Wir brauchen Zahl, Maß und Gesetz als Wappnung und Rüstzeug, um nicht vom Chaos verschlungen zu werden“, forderte Schlemmer selbst.

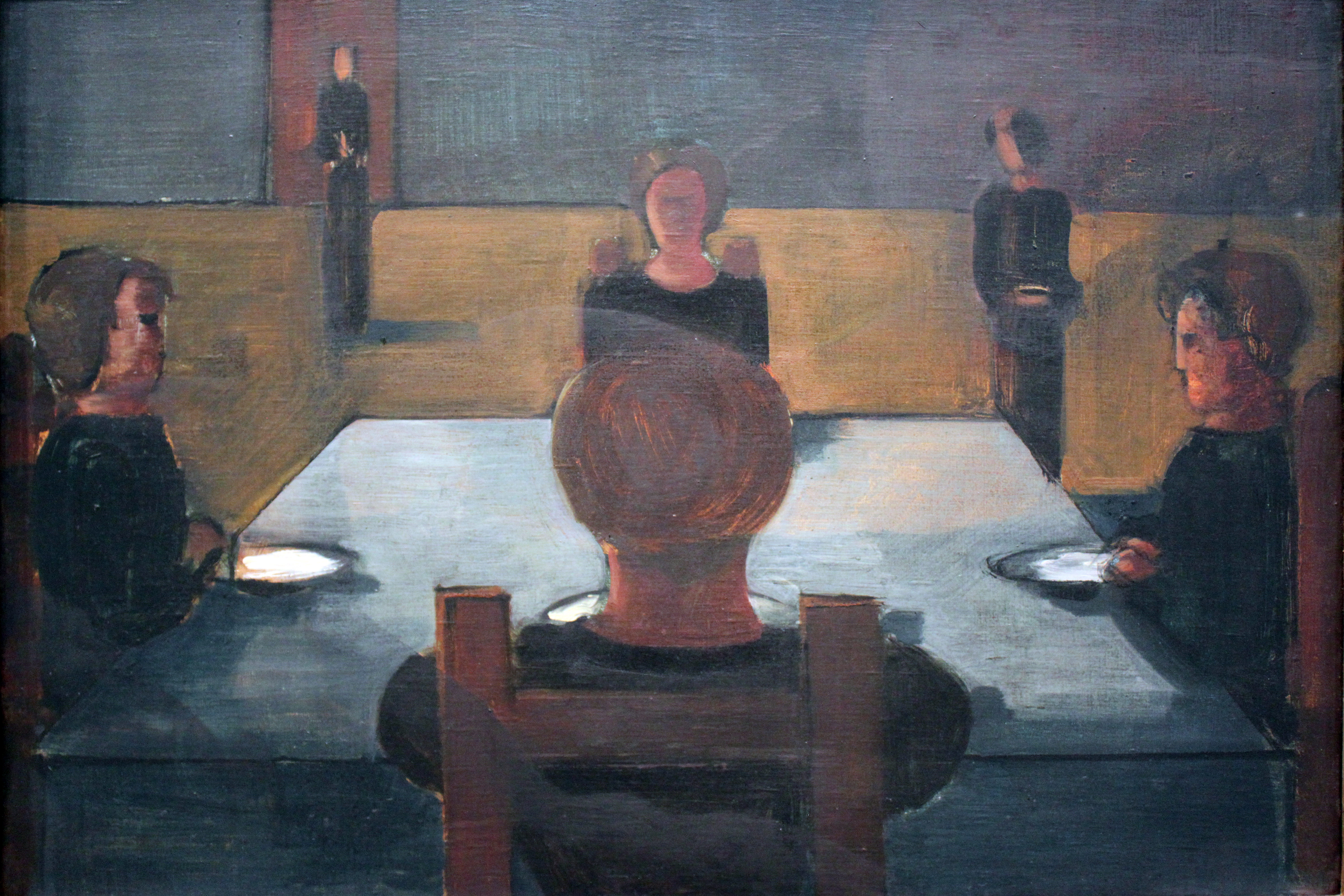
Tischgesellschaft, 1935

Anders akzentuiert transportierte Schlemmer das Geländermotiv auch in Bauhaustreppe (1932): Drei turmartig gestaffelte, aufwärts strebende Rückenfiguren in einer lichten Architektur wurden zum Wahrzeichen der Jugendkult-Bewegung des 20. Jahrhunderts, zum Symbol aufstrebender Jugendlichkeit in eine leuchtende Zukunft. Bauhaustreppe formuliert die Befreiung des Menschen selbst, ist Leitbild und Ausdruck ungebrochener Moderne. Es beschreibt die Wechselwirkung zwischen Mensch und Raum, zwischen Menschheit und Zivilisation und äußert die Vision einer künftigen Kultur.

### 1933–1943
Schlemmers Figurendarstellungen erfuhren eine Wandlung. In einer Reihe von Übermalungen wurde seine Palette tieftonig-düster (Dunkle Gruppe, 1936). Die bedrohlich wirkende Atmosphäre, die nun von seinen Bildern ausging, reflektierte seinen seelischen Zustand. Schlemmers Malerei zeugte jetzt von Abkehr und Introspektion. Sein künstlerischer Zenit war überschritten.
1937 wurde eines seiner Gemälde bei der nationalsozialistischen Schmähausstellung „Bolschewismus ohne Maske“ gehängt, fünf seiner Gemälde bei der Ausstellung „Entartete Kunst“.
Es entstanden noch verschiedene Aquarelle und ab 1940 eine Reihe Wuppertaler Stadtansichten sowie Versuchstafeln für das Projekt Modulation und Patina.
Im Sommer 1942 begann Schlemmer seine letzte Werksgruppe, die Wuppertaler Fensterbilder, variierende Fensteransichten auf Karton oder Ölpapier. Die reduzierte Farbigkeit, die verschiedentlich mit Pinsel, Farbstift oder Öl aufgetragen ist, zeigt diverse Wohn- und Innenraumszenen, meist von rechtwinkligen Fensterrahmen umgrenzt. Die Bilder, in denen Gefühle der Sehnsucht und Melancholie mitschwingen, können nicht mehr an die ausdrucksstarken Darstellungen der 1920er und 1930er Jahre anschließen und bleiben letzte Zeugnisse einer vielschichtigen Künstlerbiographie.

### „Das Lackballett“
Anlässlich des 75. Betriebsjubiläum des Wuppertaler Lackunternehmens Kurt Herberts am 6. Dezember 1941 schuf Schlemmer sein sogenanntes „Lackballett“, das im Barmer Theater nach dem Auftritt des betriebseigenen Gesangsvereins, einer Chronik und einer Rede vom Theaterballett aufgeführt werden sollte. Letztlich traten Tänzerinnen aus der betriebseigenen Gymnastikgruppe im Wuppertaler Concordia-Saal in figurenhaften Kostümen aus „farbig lackierten Pappen, Bällchen, Stäben und so weiter“ auf. Nach der Präsentation schrieb Schlemmer an seine Frau Tut:

„Das Fest ist verrauscht.
Das Tänzchen ‚Reigen in Lack‘ dauerte etwas mehr als drei Minuten, nach einer Sarabande von Händel, langsam und getragen. Sechs Damen, jede ein anderes Kostüm aus Glaskugeln, Bierdeckeln, Pappformen, etc. Sie machten es recht und schlecht. Mehr wäre gar nicht möglich gewesen. Der Reigen gefiel Dr. Herberts sehr; er wünschte, daß die Kostüme erhalten bleiben, um gelegentlich nochmals gezeigt zu werden. Auch in der Zeitung genannt: ‚von einzigartigem Reiz‘. Die Gebildeten waren sehr angetan, der einfache Mann fragt: ‚Was soll das bedeuten?‘ Aber das ist das Schicksal der Dinge.“

Bei der Schaffung der Figurinen war Schlemmers Bruder Carl Schlemmer beteiligt. Die Kostüme wurden über schwarzen Trikots getragen und vor einem schwarzen Vorhang präsentiert, sodass nur die Kostüme im Scheinwerferlicht zur Geltung kamen.
Die Kostüme und weitere Aufzeichnungen von Schlemmers letztem Bühnenwerk sind heute – abgesehen von zwei veröffentlichten Briefen, einigen Farb-Aquarellen und Fotografien – nicht mehr erhalten. Jedoch hat das Düsseldorfer Theater der Klänge 2019 zum 100. Bauhaus-Jubiläum eine multimediale Rekonstruktion geschaffen, welche die erste Wiederaufführung seit der Uraufführung ist.

## Nachlass

### Familienstreitigkeiten um das Erbe von Oskar Schlemmer
Seit dem Tod von Schlemmers Witwe, Tut Schlemmer, im Jahr 1987 gibt es Auseinandersetzungen um das Erbe Oskar Schlemmers. Besonders betroffen waren dessen Enkelin Janine Schlemmer, die Tochter von Karin Schlemmer, sowie ihr Cousin Raman Schlemmer, Sohn von Ute Jaina Schlemmer und des Malers Paran G’schrey. Im Jahr 2008 forderte die Erbengemeinschaft, vertreten durch Ute Jaina Schlemmer und ihren Sohn Raman, zahlreiche Leihgaben aus Museen zurück. Nach dem Tod von Ute Jaina Schlemmer im Jahr 2010 verlagerte sich der Erbschaftsstreit auf die Enkelgeneration.
Im Jahr 2023 verurteilte das Landgericht Stuttgart Raman Schlemmer in erster Instanz dazu, einer öffentlichen Versteigerung der Kunstwerke zuzustimmen, die bereits 2007 in einem Teilungsplan festgelegt worden war. Er wurde angewiesen, die entsprechenden Werke herauszugeben oder Schadensersatz zu leisten. Zudem wurde er zur Zahlung eines sogenannten Wertersatzes für Kunstwerke verurteilt, die er in den vergangenen Jahren verkauft hatte. Der Streitwert wurde auf 38 Millionen Euro beziffert. Sowohl Raman Schlemmer als auch Janine Schlemmer legten gegen dieses Urteil Berufung ein.
Ende 2024 wurde der Rechtsstreit unter Mitwirkung des Stuttgarter Rechtsanwalts Mark Binz, der Janine Schlemmer seit 2014 als Prozessfinanzierer, Prozeßanwalt und Schlemmer-Sammler begleitet hatte, durch einen Vergleich vor dem Oberlandesgericht Stuttgart beigelegt. Im Rahmen der Einigung erhielt Janine Schlemmer mehr als 100 Werke aus einem Gesamtbestand von geschätzt 2.000 Kunstwerken. Darunter befinden sich hochkarätige Gemälde, die seit Jahren als Leihgaben in renommierten Museen in den USA, der Schweiz und Deutschland ausgestellt sind.

### Folgen der Erbschafts- und Urheberrechtsstreitigkeiten

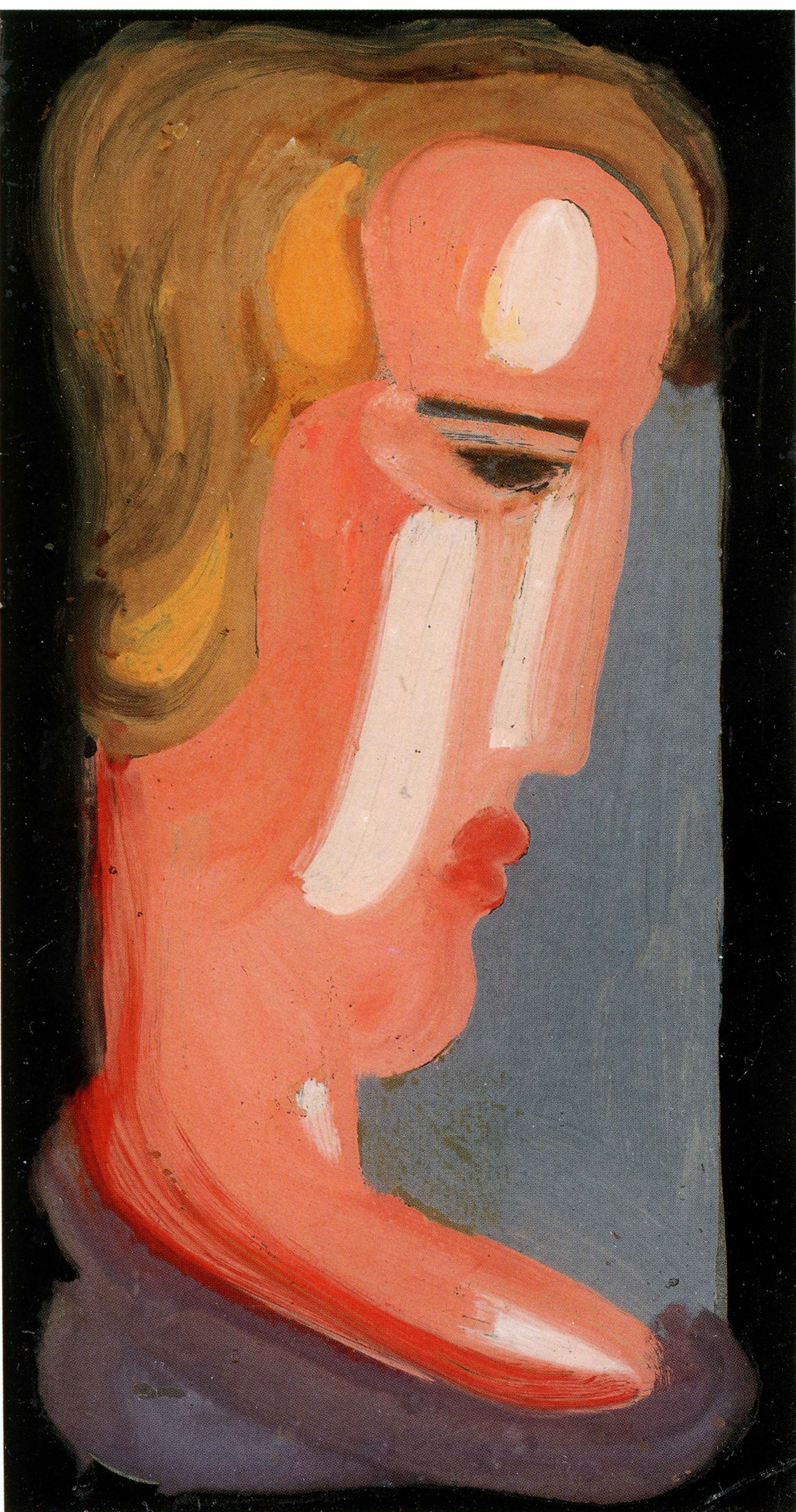
Geneigter Kopf von Oskar Schlemmer, 1941

Mit Urheberrechtsklagen wurde versucht, die Ausstellung und den Abdruck von Schlemmers Werken zu verhindern. So sind im Katalog des Stuttgarter Kunstmuseums anstelle von Werken Schlemmers weiße Seiten enthalten. Auch die Ausstellung der Wandmalerei Familie war von einer Klage bedroht, da angeblich auch der Ausbau der Wand das Urheberrecht verletzte. Aufgrund von Erbstreitigkeiten musste im Jahr 2004 der Abdruck von Texten Schlemmers in einer Veröffentlichung anlässlich des 70. Todestages von Adolf Hölzel, herausgegeben von der Staatlichen Akademie der Bildenden Künste Stuttgart, unterbleiben.
Auch das von Schlemmer entworfene Haus in Sehringen bei Badenweiler war von den Erbstreitigkeiten betroffen; eine Zwangsversteigerung wurde mehrfach abgesagt. Bestrebungen, das Gebäude öffentlich zugänglich zu erhalten und/oder unter Denkmalschutz zu stellen, blieben bislang erfolglos.

### Ablauf des Urheberrechts und neue Retrospektiven
Am 1. Januar 2014, 70 Jahre nach Schlemmers Tod, lief das Urheberrecht des Künstlers und seiner Erben aus. Unter dem Titel Oskar Schlemmer – Visionen einer neuen Welt eröffnete die Staatsgalerie Stuttgart am 21. November 2014 eine umfassende Retrospektive zu seinem Werk, die rund 40 Jahre lang in Deutschland nicht gezeigt werden konnte. Im Rahmenprogramm wurde im Kammermusiksaal der benachbarten Hochschule für Musik und Darstellende Kunst Stuttgart das Triadische Ballett durch das Bayerische Staatsballett aufgeführt. Auch das Düsseldorfer Theater der Klänge führt seit 2014 unter dem Titel TRIAS – das Triadische Ballett eine Neuinszenierung auf.
Vom 13. Oktober 2016 bis 16. Januar 2017 zeigte das Centre Pompidou-Metz in Zusammenarbeit mit C. Raman Schlemmer, dem Enkel von Oskar Schlemmer, die Ausstellung The Dancing Artist („Tänzermensch“).

## Oskar-Schlemmer-Preis
Der mit 25.000 Euro dotierte Große Staatspreis für Bildende Kunst des Landes Baden-Württemberg trägt zu Ehren des Künstlers dessen Namen.

### Träger
- 2014 erstmals vergeben: Katharina Grosse (* 1961 in Freiburg im Breisgau)
- 2016: Elger Esser, Fotograf (* 1967 in Stuttgart)

## Museen und Sammlungen
- Bauhaus-Archiv
- Bauhaus Dessau

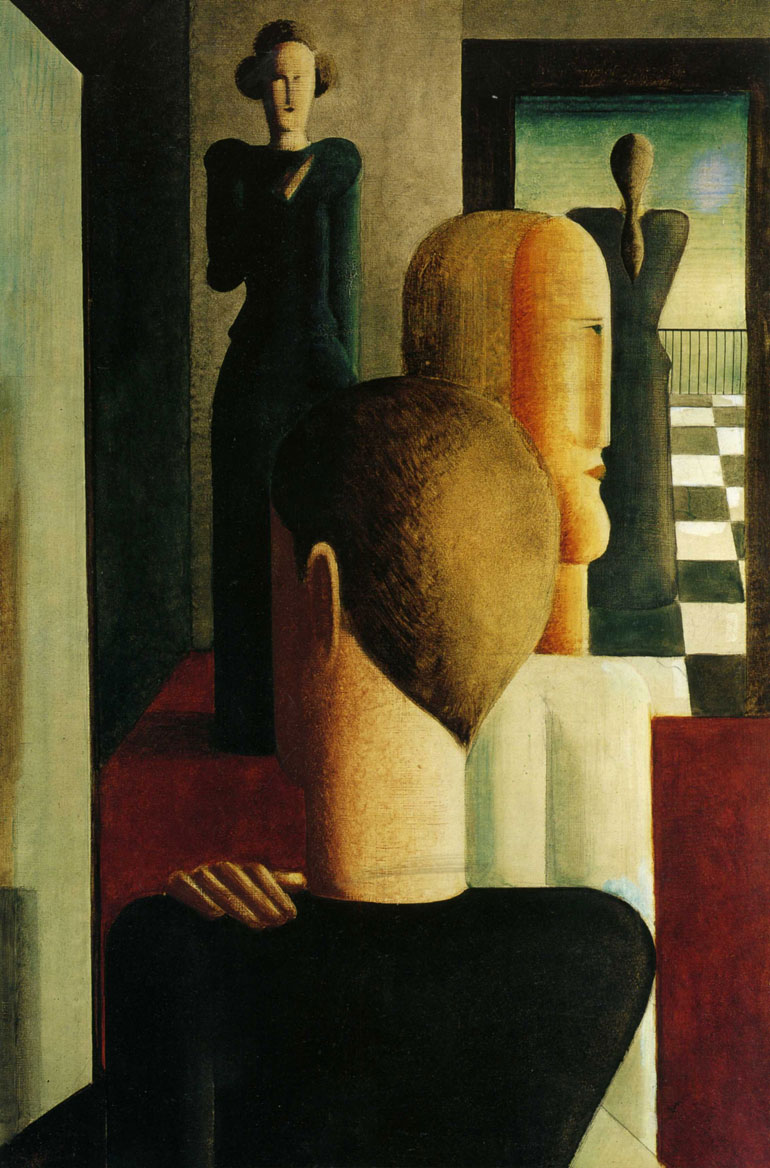
Römisches (oder: Fünf Figuren im Raum), 1925, Kunstmuseum Basel

- Fine Arts Museums of San Francisco
- Kunstforum Ostdeutsche Galerie, Regensburg
- Kunstmuseum Basel
- Museum of Modern Art, New York City
- Staatsgalerie Stuttgart

## Ausstellungen
- 1929, Kunstverein Kassel: Große Kunstausstellung
- 1953/1954, Kestner-Gesellschaft Hannover: Oskar Schlemmer
- 2009/10, Museum of Modern Art (MoMA), New York: bauhaus – Workshops for Modernity[42]
  - ZKM Karlsruhe: just what is it … 100 Jahre Kunst der Moderne aus privaten Sammlungen in Baden-Württemberg. 10 Jahre Museum für Neue Kunst im ZKM[43]
  - Staatliche Kunsthalle Karlsruhe: Von Rodin bis Giacometti. Plastik der Moderne[44]
- März/Juni 2010, Staatsgalerie Stuttgart: Brücke, Bauhaus, Blauer Reiter. Schätze der Sammlung Max Fischer[45]
- November 2014/April 2015, ebda.: Oskar Schlemmer – Visionen einer neuen Welt[46][36]
- Oktober 2016/Januar 2017, Centre Pompidou-Metz: Oskar Schlemmer: l’homme qui danse
- April 2019/Juli 2019 Herzogliches Museum Gotha: Oskar Schlemmer – das bauhaus und der weg in die moderne
- November 2019/Februar 2020, Von der Heydt-Museum Wuppertal: Oskar Schlemmer

## Rezeption

### Gedenken
Oskar-Schlemmer-Straße
- Hamburg Mümmelmannsberg
- München Parkstadt Schwabing
- Stuttgart Killesberg
- Weimar Nordvorstadt
- Mühlacker Großglattbach

Oskar-Schlemmer-Weg
- Ostfildern Scharnhauser Park
- Plochingen
- Dettighofen-Eichberg

Oskar-Schlemmer-Platz
- Baden-Baden

Gedenktafel
- Stuttgart-Bad Cannstatt König-Karl-Straße 17, früheres Atelier Schlemmers[47]

- Dettighofen-Eichberg

Im Rahmen der Badenweiler Literaturtage im Herbst 2023 findet Schlemmer besondere Beachtung: Hier fand Anfang September ein Symposium mit 70 Gästen statt mit einem bebilderter Vortrag von Elke Allgaier (Archiv Oskar Schlemmer-Kuratorin in der Staatsgalerie Stuttgart) und darauffolgender Diskussion zwischen ihr und Rüdiger Safranski (Literaturwissenschaftler, Philosoph und Autor).
Im Herbst 2023 wurde das Oskar-Schlemmer-Atelier- und Wohnhaus im Ortsteil (Lipburg-)Sehringen mit einem Teil seines Gartens unter Denkmalschutz gestellt; eine Gedenktafel soll angebracht werden.

### Monographien (Auswahl, chronologisch)
- Ausstellungskatalog: Kestner-Gesellschaft, Hannover, 1956, Einleitung: Alfred Hentzen.
- Karin von Maur: Oskar Schlemmer und die Stuttgarter Avantgarde 1919. Mit einem Vorwort von Wolfgang Kermer. Staatliche Akademie der Bildenden Künste Stuttgart, Stuttgart 1975. (= Beiträge zur Geschichte der Staatlichen Akademie der Bildenden Künste Stuttgart, hrsg. von Wolfgang Kermer; 1).
- Karin von Maur: Oskar Schlemmer. Monographie und Œuvrekatalog der Gemälde, Aquarelle, Pastelle und Plastiken, 2 Bände München 1979.
- Dirk Scheper: Oskar Schlemmer – Das Triadische Ballett und die Bauhausbühne. Akademie der Künste Berlin 1988. (= Schriftenreihe der Akademie der Künste, Band 20).
- Julius Bissier – Oskar Schlemmer. Briefwechsel. Hrsg. Matthias Bärmann, Erker-Verlag, St. Gallen 1988, ISBN 3-905545-82-9.
- Karin von Maur: Oskar Schlemmer. Der Folkwang-Zyklus. Malerei um 1930. Stuttgart 1993.
- Wolfgang Kermer (Hrsg.): Aus Willi Baumeisters Tagebüchern: Erinnerungen an Otto Meyer-Amden, Adolf Hölzel, Paul Klee, Karl Konrad Düssel und Oskar Schlemmer. Mit ergänzenden Schriften und Briefen von Willi Baumeister. Edition Cantz, Ostfildern-Ruit 1996 (Beiträge zur Geschichte der Staatlichen Akademie der Bildenden Künste Stuttgart, hrsg. von Wolfgang Kermer; 8), ISBN 3-89322-421-1.
- Nobert Berghof (Red.): Beispiele: Kunst in der Verfolgung. Entartete Kunst (Ausstellung) 1937 in München. Mit Beiheft. Neckar, Villingen 1998, ohne ISBN.
- Karl Ruhrberg: Kunst als sozialer Auftrag. Die Maler am „Bauhaus“ unter Walter Gropius. In: Karl Ruhrberg, Ingo F. Walther (Hrsg.): Kunst des 20. Jahrhunderts, Teil 1, Malerei. Taschen, Köln 2000, ISBN 3-8228-6029-8, S. 176–183.
- Karin von Maur: Schlemmer, Oskar Alfred Victor. In: Neue Deutsche Biographie (NDB). Band 23, Duncker & Humblot, Berlin 2007, ISBN 978-3-428-11204-3, S. 59–61 (Digitalisat).
- Daniel Spanke: Konstruierter Apoll. Willi Baumeisters Apollbilder und der Neue Mensch bei Otto Meyer-Amden und Oskar Schlemmer (Schriften des Archiv Baumeister im Kunstmuseum Stuttgart, Band 3). Berlin / München 2011, ISBN 978-3-422-07022-6.
- Friederike Zimmermann: „Mensch und Kunstfigur“. Oskar Schlemmers intermediale Programmatik. Dissertation, Universität Freiburg i. Br. 2014, 2. Aufl., ISBN 978-3-7930-9767-9.
- Stiftung Schloss Friedenstein Gotha (Hrsg.): Oskar Schlemmer. Das Bauhaus und der Weg in die Moderne. arnoldsche Art Publishers 2019, ISBN 978-3-89790-558-0.
- Frank-Manuel Peter: Oskar Schlemmer und der Tanz. Herausgegeben vom Deutschen Tanzarchiv Köln. Wienand, Köln 2023, ISBN 978-3-86832-628-4.

### Aufsätze in Monographien (Auswahl)
- Kay Kirchmann: Oskar Schlemmer. In: Jeannine Fiedler, Peter Feierabend (Hrsg.): Bauhaus. Könemann, Köln 1999, ISBN 3-89508-600-2, S. 280–287; Neuauflage: h.f.ullmann publishing, Potsdam 2013, ISBN 978-3-8480-0275-7.
- Norbert M. Schmitz: Oskar Schlemmers anthropologisches Design. In: Jeannine Fiedler, Peter Feierabend (Hrsg.): Bauhaus. Könemann, Köln 1999, ISBN 3-89508-600-2, S. 288–291; Neuauflage: Ullmann, Potsdam 2013, ISBN 978-3-8480-0275-7.
- Arnd Wesemann: Die Bauhausbühne. In: ebd., S. 532–547.

## Filme
- Oskar Schlemmer – Menschenbilder. Dokumentarfilm, Deutschland, 2015, 51 Min., Buch und Regie: Nicola Graef, Produktion: Lona media, SWR, arte, Erstsendung: 11. Januar 2015 bei arte, Inhaltsangabe von ARD.
Film-Reportage anlässlich der Stuttgarter Ausstellung Oskar Schlemmer – Visionen einer neuen Welt.
- Oskar Schlemmer – Mensch. Macher. Visionär. Dokumentarfilm, 2019, 35 Min., Buch und Regie: Juliane Tutein, Produktion: Filmakademie Baden-Württemberg GmbH[51][52]

## Musik
- Die 1978 von vier Kunststudenten gegründete, stilprägende Band Bauhaus verwendete auf Veröffentlichungen und Merchandising-Artikeln das von Oskar Schlemmer entworfene Bauhaus-Logo.